# 高塚正也
高塚正也（日语：／ Takatsuka Masaya，1969年8月15日—）是日本男性聲優。身高172公分、體重72公斤，星座是獅子座。

## 人物
2012年3月4日與同為聲優的根本圭子結婚，並在5日時於Twitter上報告。

## 演出作品

### 電視動畫
- 新網球王子（石田銀）
- 靈異E接觸（沙得隊員、江戸川蘭蔵、清水的父親）
- 江戶盜賊團五葉（梅造）
- 犬夜叉（秋嵐）
- 光速蒙面俠21（強森）
- 怪物王女（卡利姆）
- ONE PIECE（強尼、Mr.5、Mr.4、伊安、范·歐葛、里霸斯、南南見鳥、涅盤、飛鳥-盤腿、巨蟒-諾蘭、少年捷寶、白斑星鯊-蒙達、奇拉林、青蛙-橫綱、老鼠-暴龍、賈布拉、惡魔·迪亞斯、斯托卡中尉、比斯塔、隆茲中將、迪卡爾班兄弟、甲羅、倫、阿葡、穆乃伊、達空、關籍王、蛇人、亞帕羅·比薩羅〈2代〉、綱吾郎、布袋、五鬼、千利休留）
- 學園愛麗絲（紫堂）
- 機動戰士鋼彈SEED DESTINY（約亞希姆·拿多魯）
- 羅德斯島戰記-英雄騎士傳-（加拉克）
- 聖石小子（フランケン・ビリー）
- 遊戲王GX（プロフェッサー・コブラ）
- 魔法使的條件（レスキュー）
- 忍者乱太郎（海盜）
- 風雲爆彈娘（松元タクロー、青田三郎）
- 藍龍（藍龍、旁白）
- 藍龍 天界之七龍（藍龍、旁白、艾多米拉爾）
- 我要上太空（西田先生）
- 英雄時代（エイオース、ウラニアス、議長）
- 仰望半月的夜空（世古口鉄）
- 野驁射手（境・ジェファーソン・公司）
- 足球小將（2001年）（次藤洋、ゴルドバ・ゴンザレス）
- 動物偵探奇魯米（怪人）
- 王者天下（旁白、徐完、藍凱、尾到、左慈、尚鹿、龐煖）
- 世界名作劇場系列
  - 悲慘世界 少女珂賽特（史尼第、隊長）
  - 你好 安妮 ～Before Green Gables（愛默生、傑森、麥瑟醫生）

1997年
- 鬼太郎第4期（作業員、男學生B）
- 中華一番！（考生D、考官C、店員A、料理人B、不良B、觀眾A、士兵、清世的手下A）

1998年
- 守護月天（沙發、體育館、導演、冰箱）

2000年
- 櫻花大戰TV版
- 真·女神轉生 惡魔之子（ビビサナ、科學怪人、科學怪人人偶、狛犬〈雲〉、スチュパリデス）

2002年
- 驚爆危機（部下B）
- 淘氣小樂樂（田渕老師、鈴木同學的父親）

2003年
- 鼻毛真拳（黑痣、扁桃腺、蓋巴、秘書、帕咖、格蘭、廣、印度文明、王龍牙）
- 南國少年（丹野）

2004年
- 忘卻的旋律（網元）

2005年
- 銀牙傳說WEED（傑洛姆）

2006年
- 櫻桃小丸子（三明治伯爵、來賓）

2007年
- 鬼太郎第5期（阿朗、天狗、吉川、釣瓶火、村人、虎男、家鳴、日食神、男性、蛇、建築工人）
- 電腦線圈（廣播）

2008年
- 墓場鬼太郎（掌權人、秘書、醫生）

2009年
- 怪談餐館（阿和、墨田、男性的聲音、神主）
- 洋蔥和尚朝太郎（日语：ねぎぼうずのあさたろう）（山賊、鰻魚字的主人、阿戀的父親）

2011年
- 異國迷宮的十字路口（職員）
- 妖怪少爺第二季－千年魔京（陰陽師）

2012年
- 刀劍神域（石像）

2013年
- 京騷戲畫（一乘寺）

2015年
- 那就是聲優！（導演）

2016年
- 龙珠超（全王的随徒#1、大神官）
- 雙星之陰陽師（五百藏鳴海[1]）
- 正確的卡多（製作人）

2018年
- 鬼太郎第6期（犬山裕一、魔神機器人、門永、神宮寺、馬面、土蜘蛛、地彭侯、夜行先生、岸涯小僧 等）

2019年
- 櫻桃小丸子（知人、男性）
- 一弦定音！（塚地）

2020年
- 家有圓圓？！我家的圓圓你知道嗎～（木曾トメ吉）
- 名侦探柯南（末村良平）
- 阿薩里爾 未來的民間故事（爸爸）

2021年
- 賽馬娘 Pretty Derby Season 2（男性實況）
- 數碼寶貝大冒險：（翻車魚獸）
- 數碼寶貝幽靈遊戲（獨角馬獸、刃龍獸）
- 櫻桃小丸子（小叔）

2022年
- 數碼寶貝幽靈遊戲（血狼獸、蝎獅獸）

2023年
- 逃走中 THE GREAT MISSION（長頸鹿博士）
- AI電子基因（謝罪屋B）
- 七大罪 啟示錄四騎士（兜帽魔術士）

2024年
- 北海道辣妹金古錐（四季大空）
- 阿薩里爾2 未來的民間故事（爸爸[2]）

### OVA
- 動畫古典文學館（大伴御行）
- 網球王子Original Video Animation 全國大會篇（石田銀）
- 銀河少女警察（E）

### 劇場版
- ONE PIECE-沙漠王女與海賊（Mr.4）
- ONE PIECE FILM STRONG WORLD
- 七龍珠超 布羅利（塔羅）
- 櫻桃小丸子：來自義大利的少年（年輕人）
- 名偵探柯南：唐紅的戀歌（警衛）
- ONE PIECE STAMPEDE
- 喬瑟與虎與魚群動畫版

### 遊戲
- 戰國無雙系列（直江兼續、黑田官兵衛）
- 無雙OROCHI系列（直江兼續、黑田官兵衛）
- Only you リベルクルス（バリッシャー・テフロワ）
- 超级七龙珠群雄（大神官）

## 外部連結
- 事務所公開簡歷 （页面存档备份，存于）（日語）

1. ↑  . 雙星之陰陽師官方網站.   [2017-01-12]. （原始内容存档于2017-01-12）.
2. ↑  . Comic Natalie. 2024-10-04  [2024-10-04]. （原始内容存档于2024-10-07） （日语）.